# Candona rectangulata
Candona rectangulata är en kräftdjursart som beskrevs av Alm 1914. Candona rectangulata ingår i släktet Candona och familjen Candonidae. Inga underarter finns listade.